# Němčina v Namibii

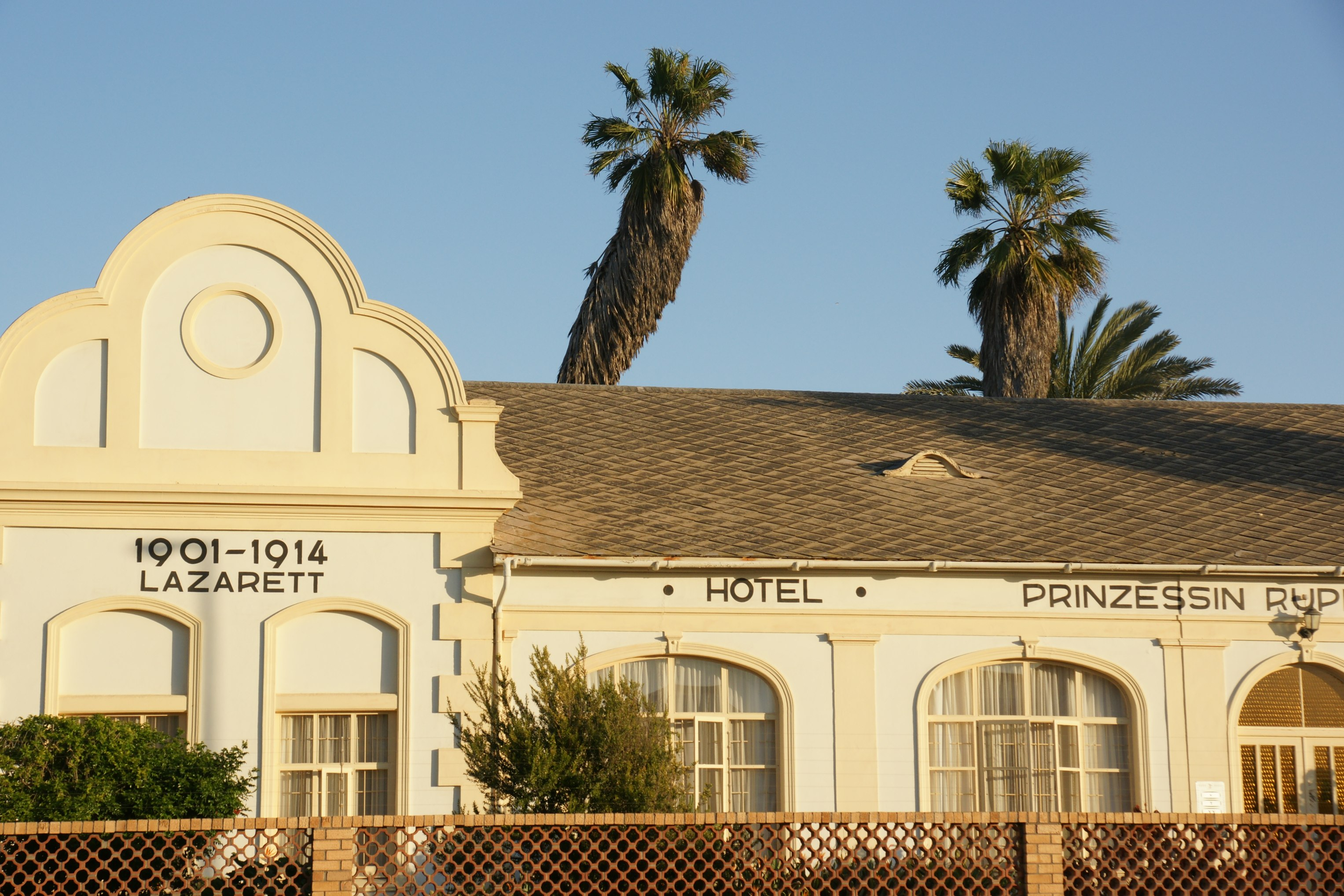
Německojazyčné nápisy na budově ve Swakopmundu z dob kolonialismu

Němčina v Namibii je jeden z jazyků, který měl společně s afrikánštinou do roku 1990 status úředního jazyka; poté došlo k jejich nahrazení ve prospěch angličtiny. Dnes je němčina v Namibii uznávána jako jeden z více národních jazyků a k roku 2006 se jí dorozumívalo zhruba 30 000 namibijských obyvatel, ze kterých většinu tvořili potomci německých či jiných evropských osadníků, již do jihozápadní Afriky přicházeli už v 18. století. Ti jsou často označováni jako tzv. Deutschnamibier neboli Němečtí Namibijci.

## Historie
V letech 1884 až 1915, kdy byla Namibie německou kolonií, byla němčina i jediným úředním jazykem. V té době již zde žilo, anebo přicházelo afrikánsky mluvící obyvatelstvo, především Búrové, kteří hledali „nový domov“ v důsledku búrských válek, které proti nim vedli Britové. Vzhledem k tomu, že afrikánština i němčina jsou jazyky spadající pod germánskou větev, docházelo v některých případech k přirozené asimilaci obyvatel v německém prostředí. Vlivu němčiny napomáhala i skutečnost, že roku 1908 v německé Namibii propukla diamantová horečka, takže se do oblasti přesouvalo více německých osadníků, kteří zde později vybudovali úřady, školy či nemocnice; zvlášť pro Evropany, kteří se dorozumívali německy.
Po vypuknutí první světové války Německé císařství, stojící na straně Centrálních mocností, bylo ve své jihozápadní kolonii napadeno a posléze i v této oblasti okupováno Jihoafrickou unií, a to 9. července 1915, kdy německý generálmajor Victor Franke kapituloval proti přesile Dohody. Správa území tedy přešla do rukou jihoafrických úředníků, kteří však nijak radikálně proti německojazyčnému obyvatelstvu nepostupovali; jejich práva tedy zůstala prakticky nedotčena. Během období okupace vznikl dokonce roku 1916 německý deník Allgemeine Zeitung, který funguje v Namibii dodnes a je taktéž jediným deníkem píšící výhradně v němčině. Nicméně po skončení první světové války se přístup úřadů vůči Namibijským Němcům změnil a na přelomu let 1919 a 1920 byla téměř polovina německých osadníků exportována nedaleko Pietermaritzburgu a Pretorie. Bývalá německá kolonie byla zrušena a z prostoru vyhlášen mandát pod názvem Jihozápadní Afrika (německy Südwestafrika), což znamenalo konec němčiny jako úředního jazyka. Území spravovala jihoafrická vláda, tudíž úředními jazyky se stala angličtina s afrikánštinou.
Ač si německy mluvící obyvatelstvo přálo uznat němčinu jako třetí úřední jazyk již po vyhlášení mandátu, byl ji status úředního jazyka opětovně uznán až po dlouhé době, a to roku 1984. Dřívější pokusy o zrovnoprávnění němčiny bývávaly opakovaně odmítnuty z toho důvodu, že by její uzákonění vedlo k četným sporům s neněmeckým obyvatelstvem.
Po vyhlášení nezávislosti Namibie v roce 1990 se jediným úředním jazykem stal anglický jazyk, aby se namibijská vláda v budoucnu vyhnula konfliktům ohledně upřednostňování některého z jazyků.

## Současnost

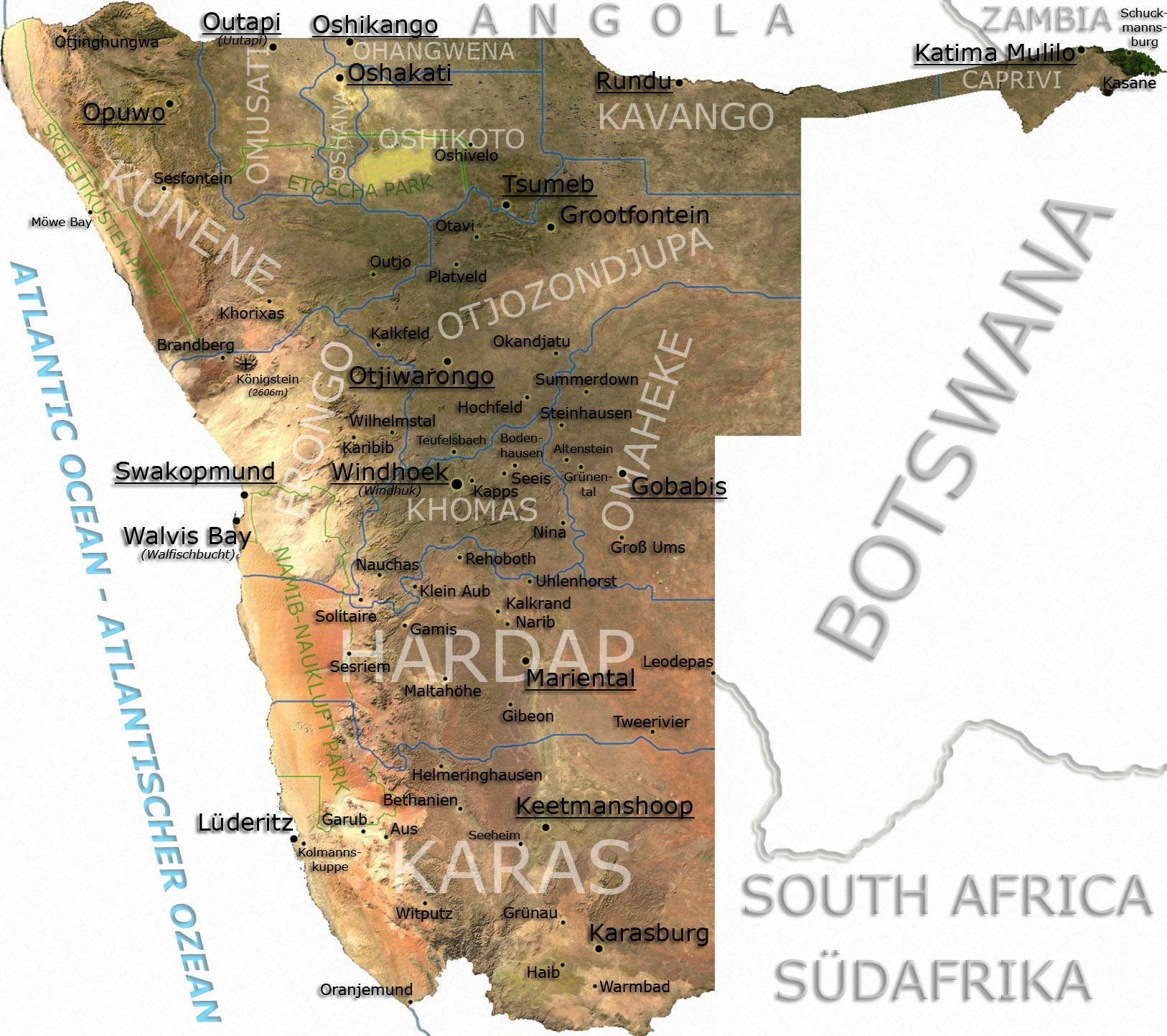
V Namibii, vyjma severu, převažují afrikánské a německé názvy míst.

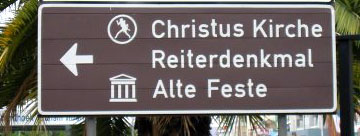
Německojazyčná cedule ve Windhoeku

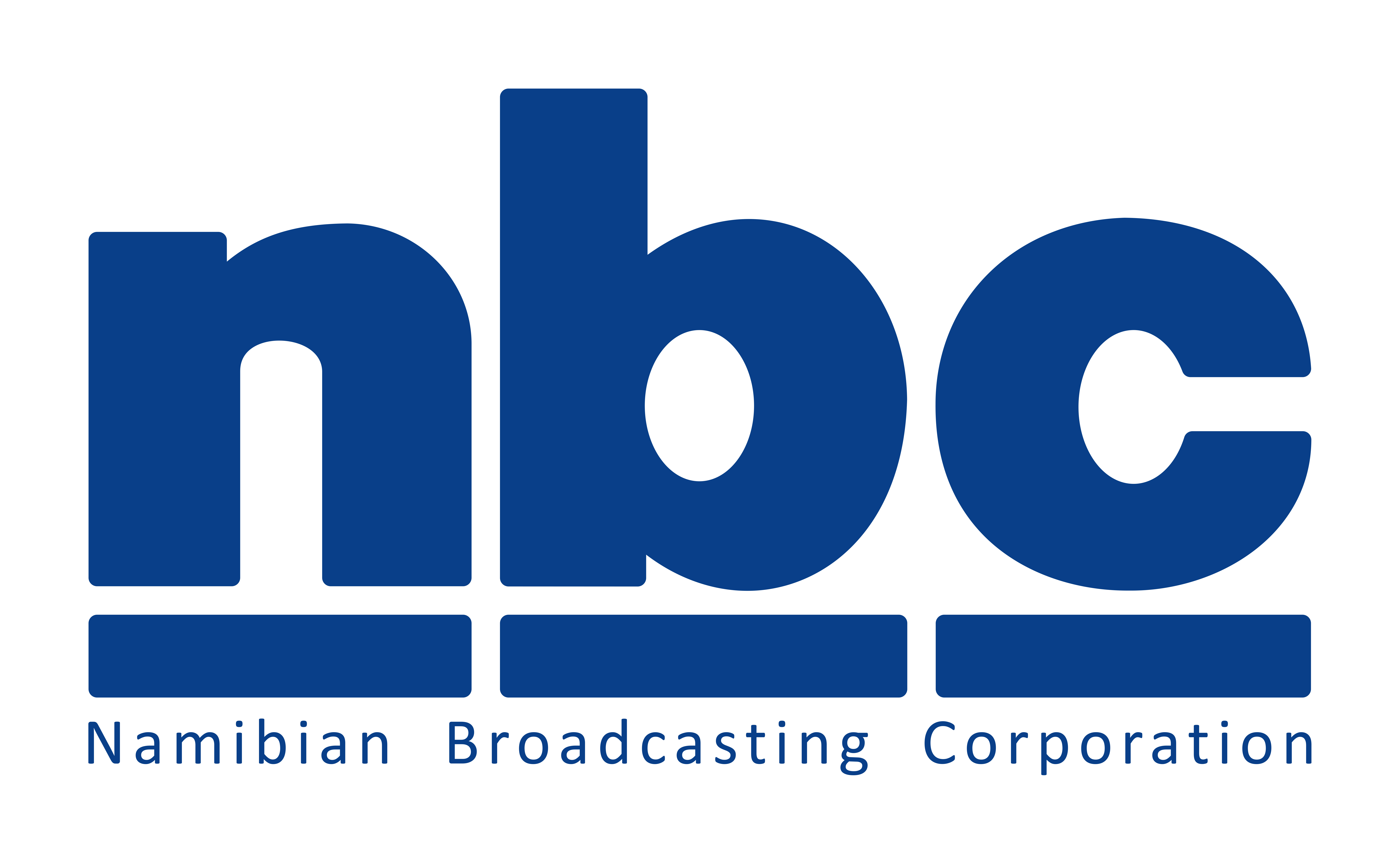
Logo společnosti NBC vysílající v němčině

Rozšíření a vliv němčiny klesá, a to hlavně kvůli přejmenovávání jednotlivých ulic, kdy se namibijská vláda snaží názvy ulic uctít zejména osobnostmi z nedávné historie země a zároveň zredukovat názvy z německého a britského koloniálního období. Na odněmčování Namibijští Němci reagují kritikou ohledně porušování dohod o zachování kulturního dědictví, ale také to, že se často jedná o téměř neznámé osobnosti z minulosti vládnoucí strany SWAPO, jejichž celonárodní význam je sporný.
Z namibijského sčítání lidu z roku 2011 vyplynulo, že němčinu stále aktivně používá okolo 20 000 lidí ve 4539 domácnostech, což představuje ze všech obyvatel Namibie asi 0,9 %. Oblasti, ve kterých němčina tvoří nejvyšší podíl jsou uvedeny v tabulce níže.
| Region       | Podíl němčiny |
| ------------ | ------------- |
| Erongo       | 2,8 %         |
| Khomas       | 2,6 %         |
| Otjozondjupa | 1,3 %         |

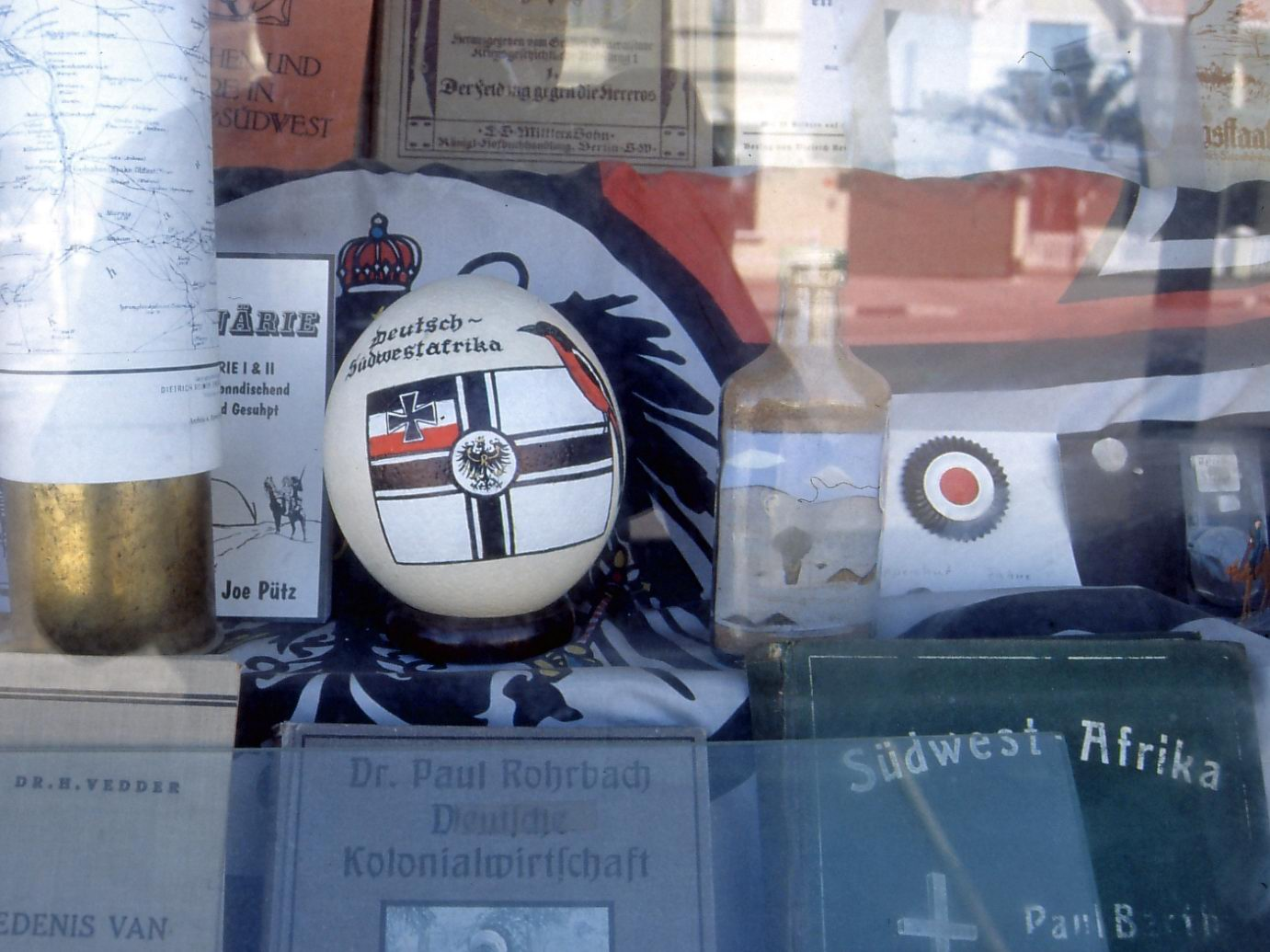
Turistické suvenýry ve Swakopmundu připomínající někdejší kolonii
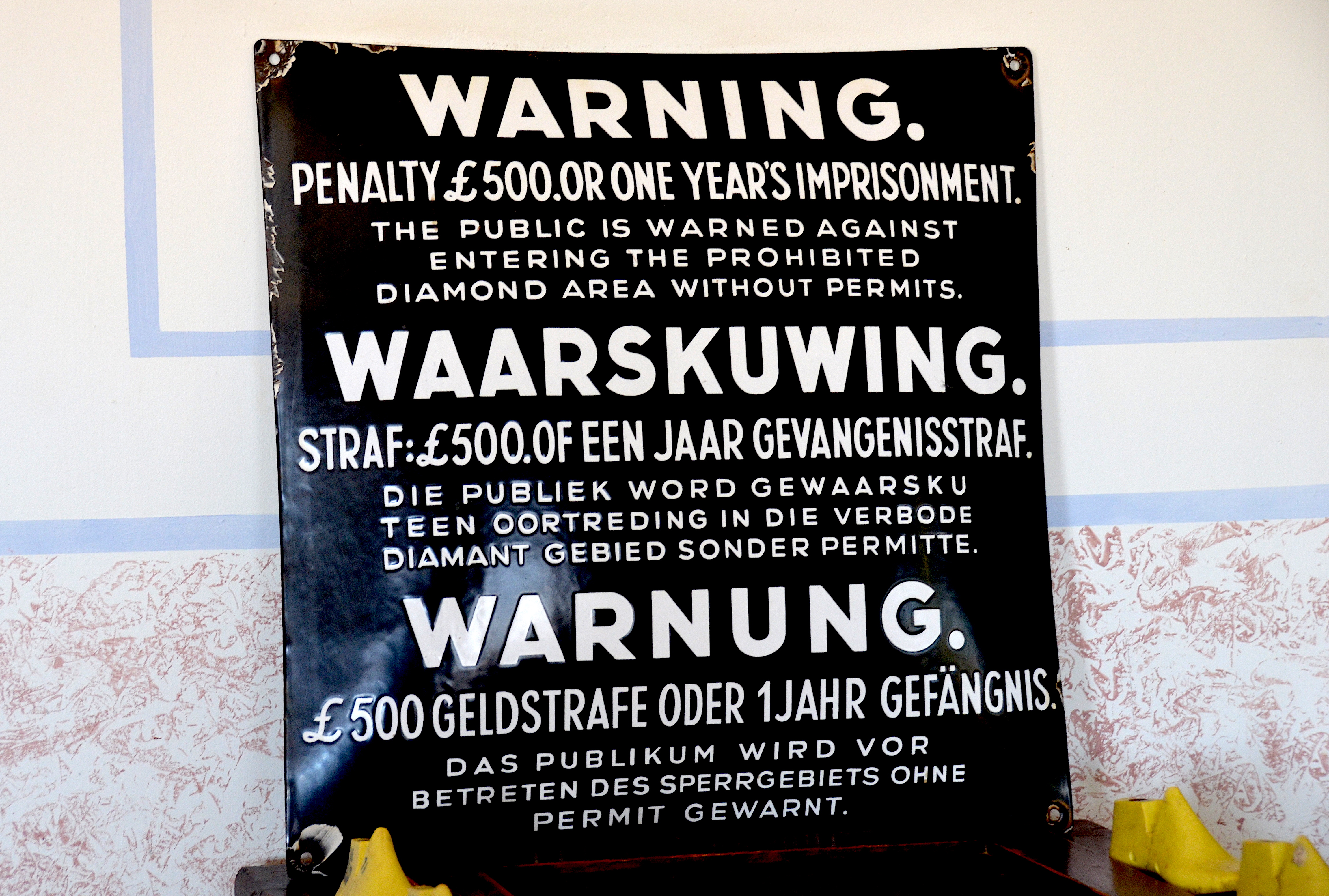
Cedule varující před neoprávněným vstupem v němčině
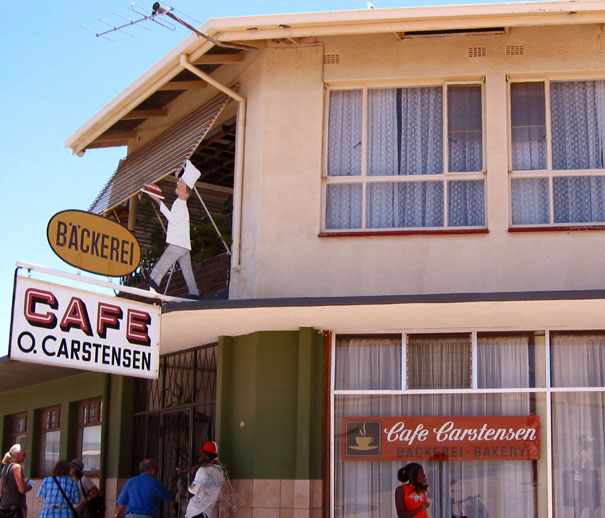
Německé slovo Bäckerei označující pekárnu, Windhoek
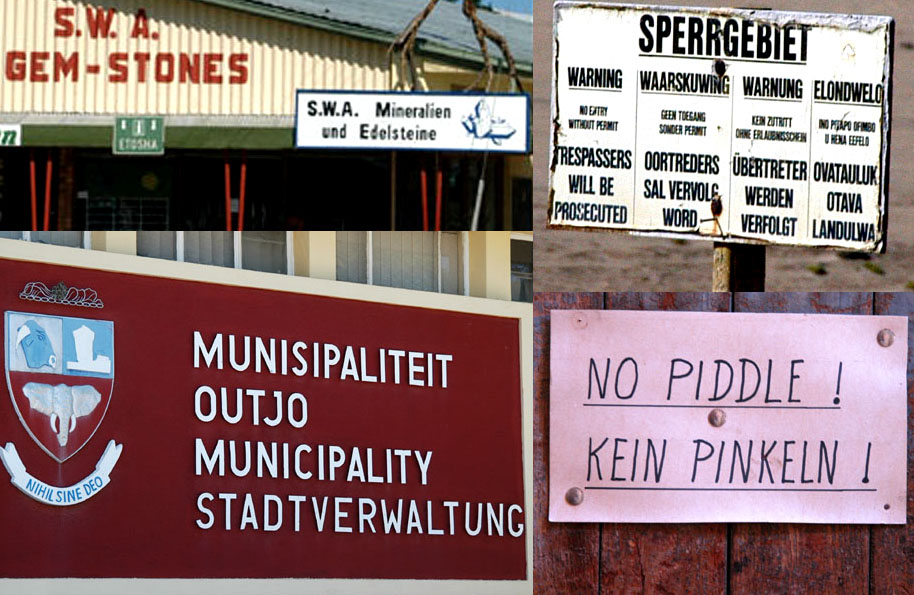
Koláž německých nápisů v Namibii
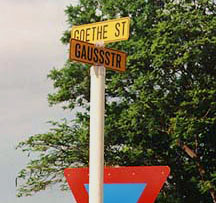
Ulice v Grootfonteinu nesoucí jméno německého prozaika Goetheho
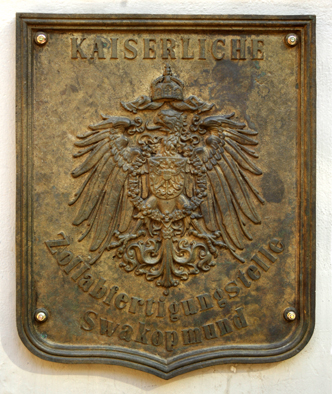
Celní úřad z éry německého kolonialismu

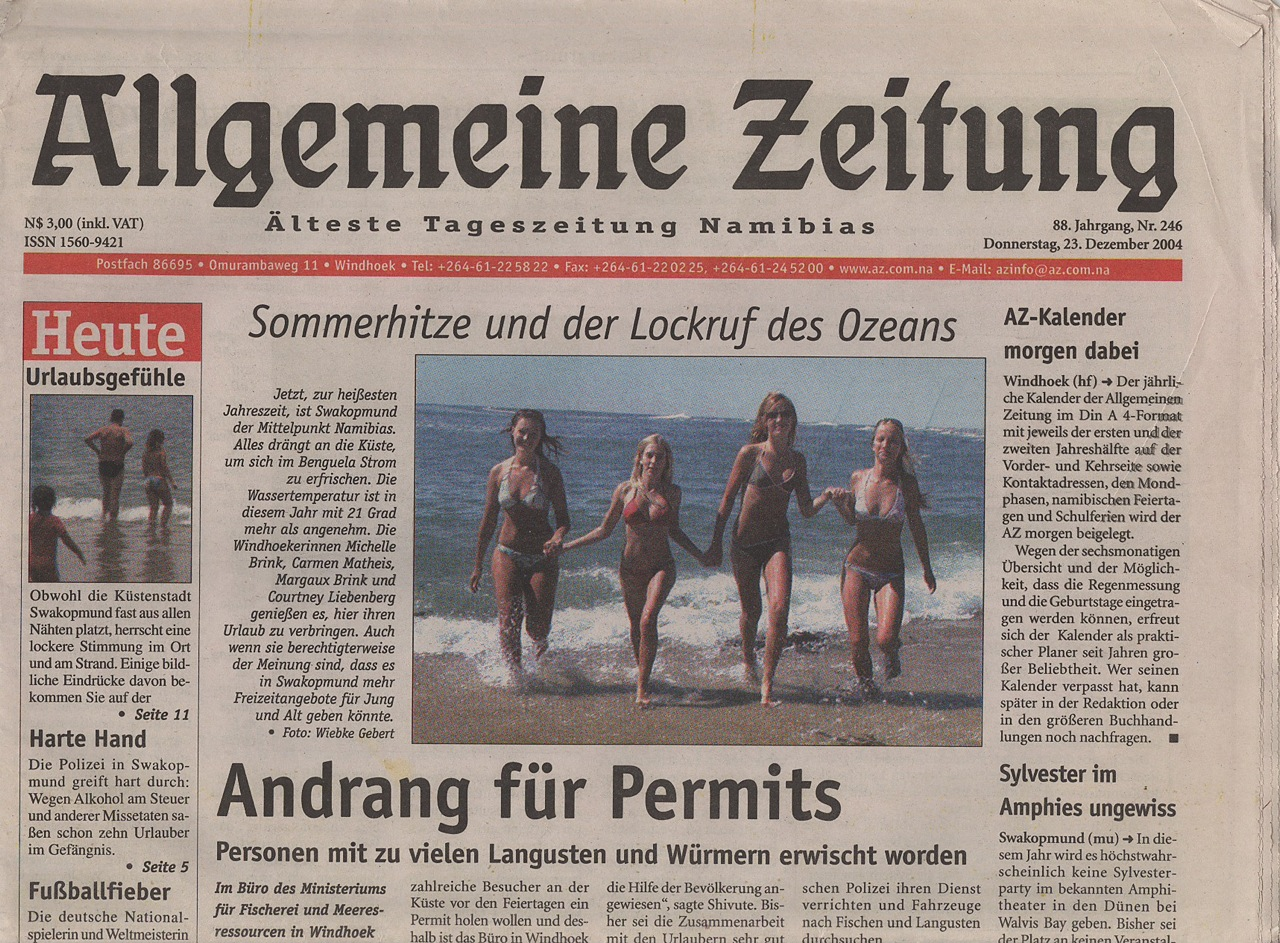
Namibijský deník Allgemeine Zeitung z roku 2004

## Budoucnost
Německý odborník na lingvistiku — Ulrich Ammon roku 2010 prohlásil, že budoucnost němčiny v Namibii je ohrožená. Své tvrzení opírá o argumenty, že mladí Namibijští Němci se méně účastní aktivit, které přispívají k zachování němčiny jako např. školní spolky, rozhlas a další organizace sjednocující německy hovořící obyvatele, čímž se „zbavují odpovědnosti za zachování německého jazyka“. Dále se domnívá, že Němců angažující se v politických kruzích je nedostatek, tato problematika se pak projevuje kupříkladu v oblasti školské jazykové politiky. Němčina není podle Ammona dostatečně podporována a vyučuje se pouze v prvních třech školních ročnících, což je mimo jiné způsobeno i nedostatkem učitelů, kteří němčinu ovládají; v budoucnu tak školství již nebude schopno zaručit, zda se v namibijských školách bude německy vůbec vyučovat. Ředitel jedné z namibijských škol Peter Schlenther však na jeho slova zareagoval, že jazykovou situaci vidí příliš pesimisticky.

## Němčina v kultuře, médiích a vzdělávání

### Kultura
V Namibii vychází i německy psaná literatura; jako příklad německy píšícího autora lze uvést Giselhera Wernera Hoffmanna, který zemřel roku 2016. Jiným místem, kde je možné najít a slyšet němčinu jsou kostely, většinou luteránské, ve kterých jsou mše vedeny v němčině. Jedním z nich je třeba Christuskirche ve Windhoeku. Němčina v Namibii v menší míře figuruje i v hudebním průmyslu.

### Média
Jak již bylo výše zmíněno, Allgemeine Zeitung (česky doslova Všeobecné noviny) je jediným deníkem píšícím výhradně v německém jazyce, nicméně sporadicky vycházejí německojazyčné články i v jiných periodikách, např. Namib Times ve mestě Walvis Bay. Deník vznikl roku 1916, což ho dělá nejstarším listem v Namibii. Tisk vychází v nákladu 4000 kusů za den a žádaný je ve všech částech Namibie. Podle průzkumů Allgemeine Zeitung sčítá okolo 15 000 čtenářů ovládajících němčinu a nabízí jim širokou škálu témat jako ekonomie, kultura, sport či politika. Do novin mohou Namibijci umisťovat také inzerci.
Mimo tisku mají Namibijci možnost informace čerpat i z rádiové stanice s názvem NBC Funkhaus Namibia patřící pod společnost Namibian Broadcasting Corporation (NBC), která provozuje i televizní zpravodajství, obě stanice vysílají německy.

### Vzdělávání
V některých namibijských školách je němčina stále vyučována; příkladem může být Německá střední soukromá škola ve Windhoeku (německy Deutsche Höhere Privatschule Windhoek), která nabízí vzdělání i namibijským studentům neněmeckého původu, a to konkrétně v oblasti němčiny s možností získat certifikát Deutsches Sprachdiplom I. i II. stupně. Německojazyční studenti pro změnu mohou podstoupit zkoušky z anglického jazyka, tzv. First Certificate in English. Ač se škola primárně zaměřuje na němčinu, dbá se i na výuku jiných jazyků jako je třeba afrikánština, angličtina nebo francouzština. Záměry školy jsou finančně podporovány zahraničním ministerstvem Spolkové republiky Německo. Některé z důležitých milníků školy jsou uvedeny níže.
- 1909 - první otevření německé školy
- 1977 - otevření německé školy pro žáky všech etnik
- 2004 - možnost studia pro žáky neovládající němčinu
- 2015 - otevřena mateřská škola
- 2018 - první bilingvní třída

## Odlišnosti v namibijské němčině

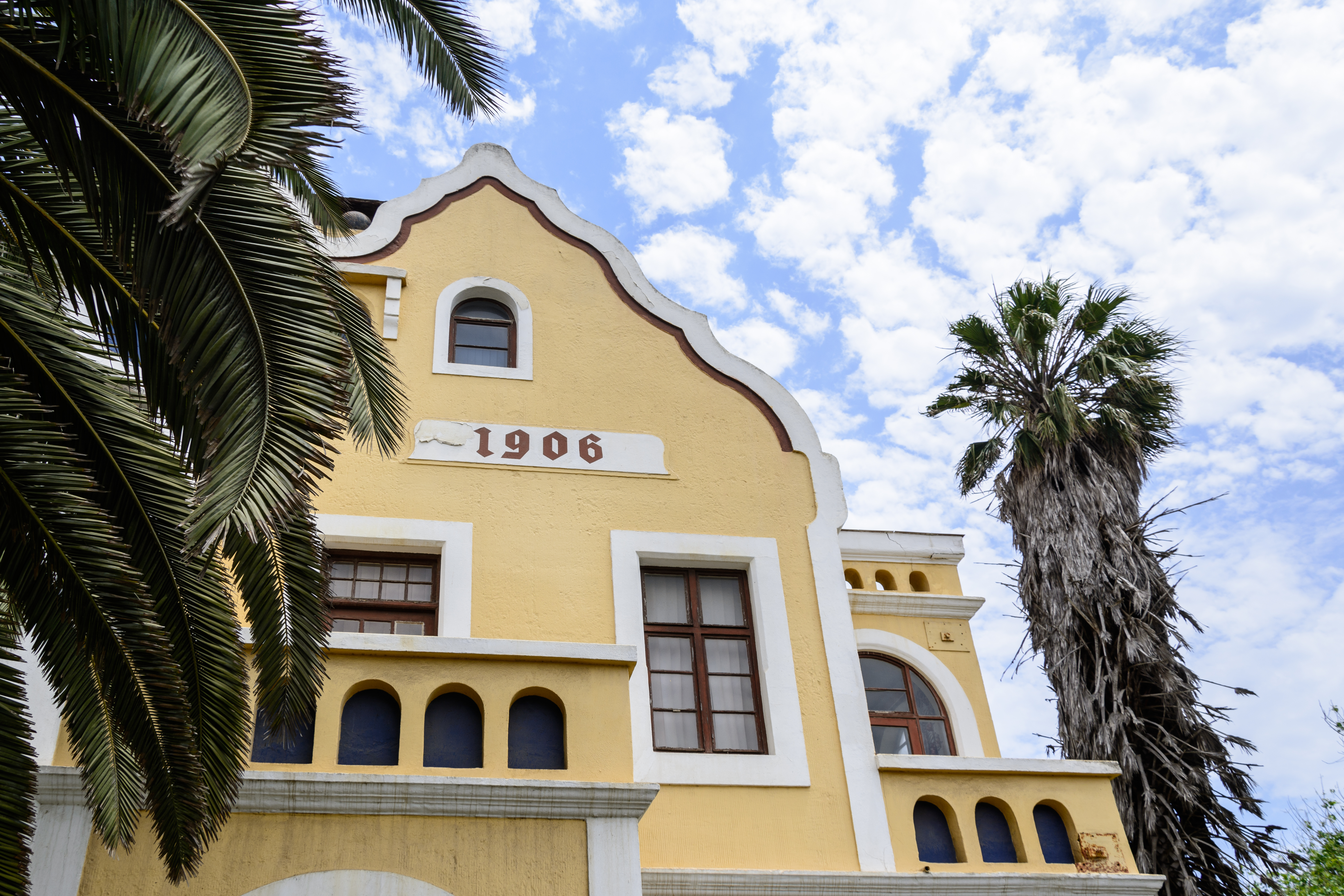
Číslice v gotickém písmu švabach, které bylo typické pro němčinu

Němčina mluvená v Namibii se od té, kterou se hovoří v Evropě může lišit. Namibijská němčina byla ovlivněna místními jazyky, a to především afrikánštinou, angličtinou a jazyky původních obyvatel — Bantu a Ovambo. Namibijští domorodci se potom mohou dorozumívat africkým pidžinem, který se označuje jako tzv. namibijská černá němčina.

### Příklady některých odlišností
| Němčina (Namibie) | Němčina (Evropa)     | Původ                               | Čeština             |
| ----------------- | -------------------- | ----------------------------------- | ------------------- |
| anbellen          | anrufen              | z afrikánského „opbellen“           | zavolat             |
| damm              | talsperre            | z anglického „dam“                  | přehrada            |
| kriegen           | sich erkälten        | z afrikánského „koud kry“           | nachladit se        |
| lappie            | lappen               | odvozené z němčiny                  | hadr                |
| mall              | närrisch             | z afrikánského „mal“                | bláznivý            |
| oukie             | hacken               | z afrikánského „ou“                 | sekat               |
| shame             | schame               | z anglického „shame“                | škoda               |
| Ich bin busy      | Ich bin beschäftigt. | z anglického „busy“                 | Jsem zaneprázdněný. |
| Net so bikie.     | Nicht so wenig.      | z afrikánských slov „net“ a „bikie“ | Ne tak málo.        |